# Пуленепробиваемый (саундтрек)
Пуленепробиваемый (англ. Bulletproof) — саундтрек к комедийному боевику «Пуленепробиваемый», выпущен 3 сентября 1996 года на лейбле MCA Records, содержит в себе в основном хип-хоп и R&B музыку. Альбом достиг 85-й позиции в рейтинге Billboard 200 и 23-й в Top R&B/Hip-Hop Albums, а также включает в себя 3 чартовых сингла, такие как «Champagne», «Where I’m From» и «How Could You».

## Список композиций
1. «Champagne» - 3:19 (Salt-n-Pepa)
2. «Plant a Seed» - 3:27 (Lost Boyz)
3. «Where I’m From» (Don’t Fight the Clean Mix II) - 4:13 (Passion)
4. «Tha 2 of Us» - 4:05 (A Lighter Shade of Brown)
5. «Until the Day» - 4:47 (Nonchalant)
6. «How Could You» - 5:02 (K-Ci & JoJo)
7. «I Wanna Know Your Name» - 4:42 (Tasha)
8. «Where You Are» - 5:14 (Rahsaan Patterson)
9. «Chocolate, Cuties and Condoms» - 4:22 (Adina Howard & Cydal)
10. «Tha Show» - 5:11 (Wreckx-n-Effect)
11. «Tres Delinquentes» - 3:32 (Delinquent Habits & Sen Dog)
12. «Reverend Black Grape» - 4:31 (Black Grape & The Crystal Method)